# Reacció nuclear

Reacció nuclear del Liti amb Deuteri que dona dos nuclis Heli^{4}.

Reacció nuclear de fissió

Reaccions nuclears de fusió al Sol

Una reacció nuclear és un procés al qual, de manera espontània o induïda, un o més nuclis atòmics canvia la seva composició, és a dir el nombre de protons o de neutrons que conté. Això vol dir que varia el seu nombre màssic (nombre total de neutrons més protons), i potser també el nombre atòmic (nombre de protons). En una reacció nuclear de vegades s'emet energia en forma de radiació gamma, que és perillosa per als organismes vius.
Una reacció nuclear compleix els principis de conservació de la física moderna: de càrrega elèctrica, de quantitat de moviment i de massa total més energia total. Com a altres tipus de reaccions, poden deixar anar energia, i llavors es diuen reaccions exotèrmiques, o necessitar consumir-la per a tenir lloc, en el cas de les reaccions endotèrmiques. Algunes reaccions nuclears es poden produir en en cadena.

## Tipus de reaccions nuclears

### Reaccions nuclears binàries
Dos nuclis atòmics A i B xoquen i es transformen en dos nuclis diferents M i N. En alguns casos particulars pot ocórrer que algun d'ells sigui igual a algun altre, per exemple a la reacció nuclear entre un liti i un deuteri el resultat són dos nuclis d'heli. En aquest cas M = N.

### Reaccions nuclears amb neutrons
A les reaccions nuclears amb neutrons un nucli atòmic o un element químic reacciona amb un neutró. La probabilitat que un nucli interaccioni amb un neutró es diu secció eficaç i es mesura en unitats de superfície, habitualment cm² o bé barns. La secció eficaç total és la suma de seccions eficaces de dispersió, captura radioactiva i fissió. Les reaccions nuclears amb neutrons poden ser:
- Dispersió: Un nucli xoca amb un neutró produint el mateix nucli i un neutró, és a dir el mateix. Aquest nucli pot excitar-se a conseqüència del xoc, cosa que el portarà a emetre una radiació gamma:
  - Dispersió elàstica: El nucli no s'excita.
  - Dispersió inelàstica: El nucli s'excita, posterior emissió de gamma.
- Captura radioactiva: Un nucli xoca amb un neutró i aquest passa a formar part del mateix nucli, que a partir de llavors tindrà un neutró més i canviarà doncs de nombre màssic. Aquest nucli estarà excitat i deixarà anar una emissió gamma.
- Fissió nuclear: Un nucli xoca amb un neutró i aquest el desestabilitza tant que el nucli es trenca en dos nuclis diferents, deixant anar uns quants neutrons i molta energia en forma de calor (de l'ordre d'uns 200 MeV per reacció). Aquesta energia es coneix com a energia nuclear i al llarg de la història s'ha intentat aplicar a diversos fins, com el poder polític amb armes nuclears o l'obtenció d'electricitat en centrals nuclears. Pot ser o bé espontànea, poc probable, o bé induïda (provocada).

### Reaccions de fusió nuclear
A la fusió nuclear dos nuclis molt lleugers xoquen entre ells i formen un sol nucli diferent, més gran, emetent una gran quantitat d'energia en forma de calor i de vegades també un protó o un neutró. El nou nucli és més pesant (més gran) i té una energia d'enllaç superior, per la qual cosa és més estable.
Ocorre naturalment al Sol i les altres estrelles. Els elements es van fusionant formant altres elements cada vegada més pesants. Aquestes fusions són les que donen la llum i la calor que emet el sol. També són les responsables dels elements majoritaris dels quals es compon una estrella segons la seva edat, de les seves característiques físiques i de la seva vida i mort. Les reaccions de fusió necessiten una enorme aportació d'energia cinètica inicial per a poder produir-se.
S'està investigant la seva utilització en reactors de fusió, actualment només en fase de proves o de prototipus, que en principi s'usarien en centrals nuclears per a l'obtenció d'electricitat a partir, per exemple, de deuteri de l'aigua de mar. També s'ha utilitzat en bombes nuclears per a matar persones.